# Carpendale
Carpendale – miasto w Stanach Zjednoczonych, w stanie Wirginia Zachodnia, w hrabstwie Mineral.